# Хаузен бај Вирцбург
Хаузен бај Вирцбург (њем. Hausen bei Würzburg) општина је у њемачкој савезној држави Баварска. Једно је од 52 општинска средишта округа Вирцбург. Према процјени из 2010. у општини је живјело 2.394 становника. Посједује регионалну шифру (AGS) 9679143.

## Географски и демографски подаци
Хаузен бај Вирцбург се налази у савезној држави Баварска у округу Вирцбург. Општина се налази на надморској висини од 272 метра. Површина општине износи 22,0 km². У самом мјесту је, према процјени из 2010. године, живјело 2.394 становника. Просјечна густина становништва износи 109 становника/km².